# Cintura di rocce verdi di Flin Flon

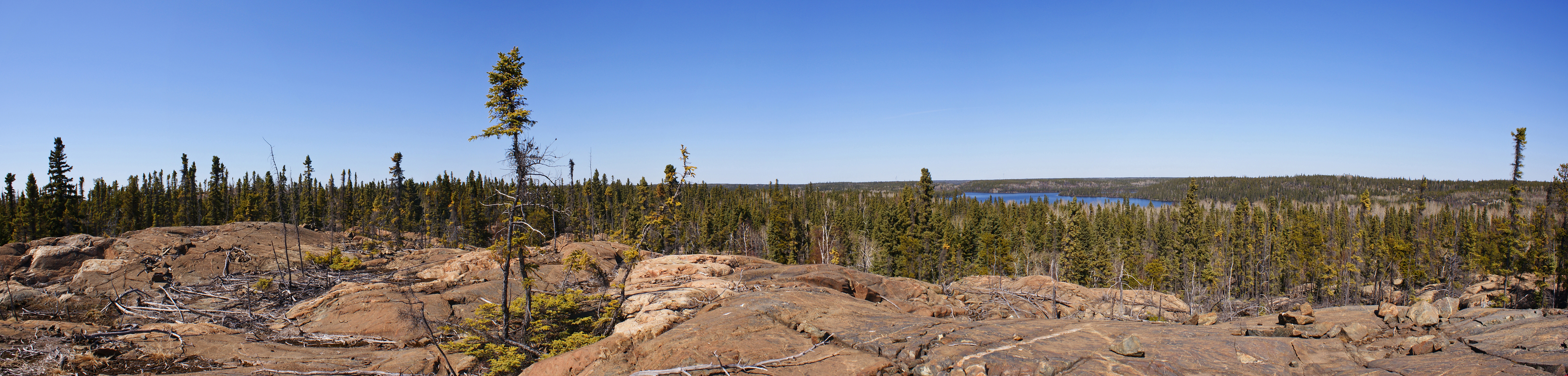
Affioramenti di andesite della cintura di Flin Flon, nei pressi del Big Island Lake.

La cintura di rocce verdi di Flin Flon, indicata in letteratura anche come cintura di rocce verdi di Flin Flon-Snow Lake, è una cintura di rocce verdi risalenti al Precambriano, che si estende nella parte centrale del Manitoba e nella parte centro-orientale del Saskatchewan, in Canada, nei pressi della cittadina di Flin Flon che si trova sul confine tra le due province canadesi. 
La cintura è posizionata nella porzione centrale dell'orogenesi trans-hudsoniana ed è il risultato dell'attività di un vulcanismo di arco durante il Paleoproterozoico.
La cintura ha una lunghezza di 250 km e una larghezza di 75 km; suoi affioramenti si trovano subito a nord del lago McClarty. A nord la cintura è delimitata da gneiss metasedimentari e metavulcanici del dominio di Kisseynew; nella sua estensione verso sud è ricoperta in modo non uniforme da dolomite dell'Ordoviciano.